# Lars Rambe

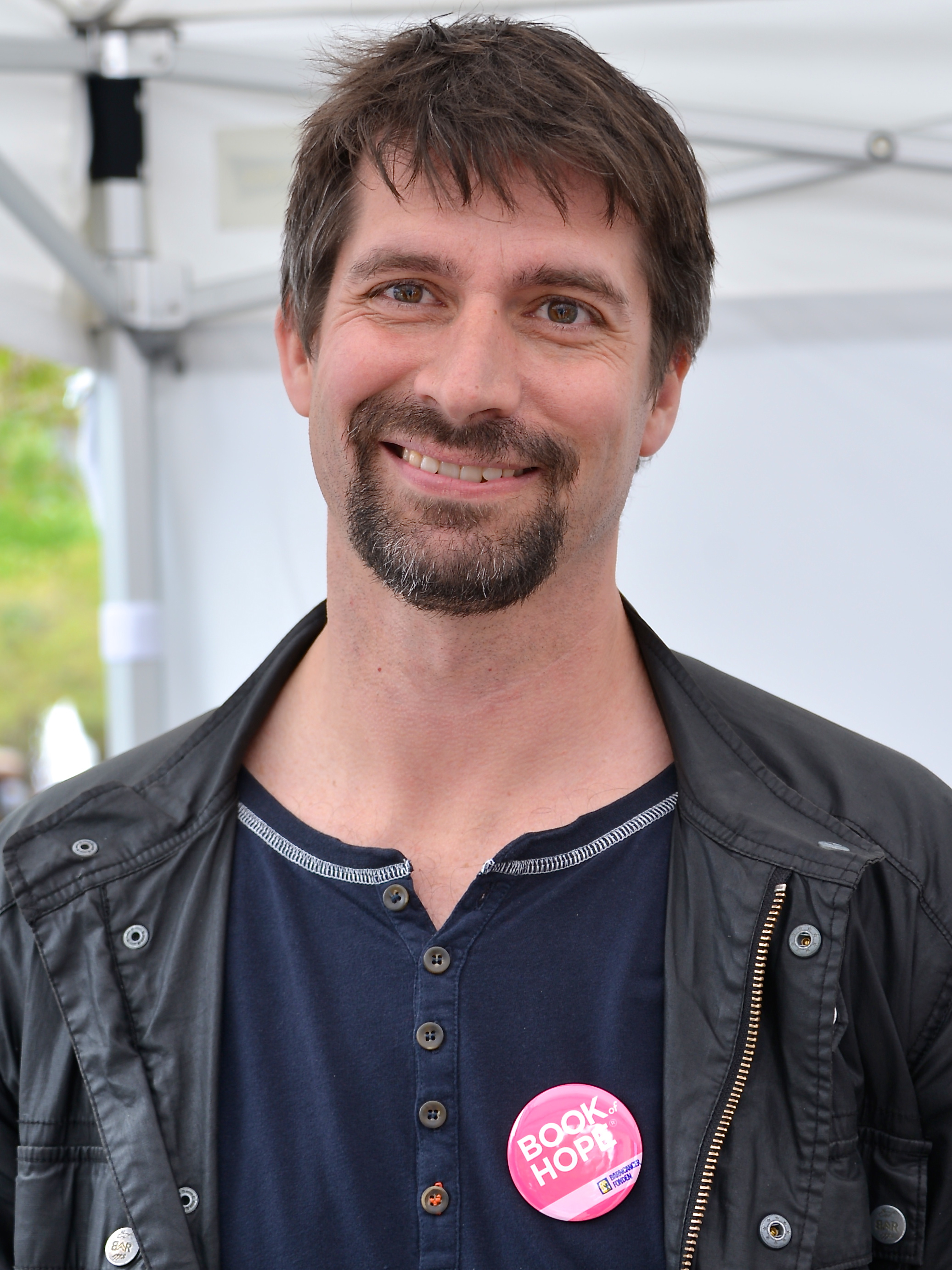
Lars Rambe (2013)

Lars Rambe (* 19. September 1968 in Täby) ist ein schwedischer Krimi-Autor. Er ist von Beruf Rechtsanwalt.

## Leben
Rambe verbrachte seine Kindheit in Stockholm. In seiner Jugend war er als Läufer bei Hässelby SK and Tureberg IF aktiv. 1994 machte er den „Master of Laws (LL.M.)“ an der Universität Uppsala. Nach fünf Jahren bei Pharmacia och Amersham Biosciences gründete er 1999 seine eigene Anwaltskanzlei für Biotechnik und Pharmazieunternehmen, die 2003 von der Anwaltskanzlei Delphi & Co gekauft wurde und bei der er Partner wurde. Er ist verheiratet und hat zwei Töchter. Er lebt mit seiner Familie zurzeit in der kenianischen Hauptstadt Nairobi, wo seine Frau als Entwicklungshelferin arbeitet.

## Werk
2007 gab  Lars Rambe in Schweden seinen ersten Kriminalroman unter dem Titel Spåren på bryggan selbst heraus und landete im September 2007 auf Platz 3 der schwedischen E-Book-Bestseller-Liste.
Im Februar 2010 erschien Spåren på bryggan unter dem deutschen Titel Die Spur auf dem Steg im Deutschen Taschenbuch Verlag.
Sein zweites Buch Skuggans spel wurde 2010 in Schweden veröffentlicht und ist 2012 unter dem Titel Solo für den Tod in Deutschland erschienen.

## Werke
- 2007 Spåren på bryggan (Die Spur auf dem Steg, dt. von Holger Wolandt, dtv, 2010, ISBN 978-3-423-21189-5).
- 2010 Skuggans spel (Solo für den Tod, dt. von Paul Berf, dtv, 2012, ISBN 978-3-423-21388-2).
- 2012 Kvinnorna i sjön, Hoi Förlag, ISBN 978-91-86775-29-2.
- 2014 Gråräven, Hoi Förlag, ISBN 978-91-7557-946-7.